# Francesc Vicent
Francesc Vicent (Sogorb, 1450 - ?, 1512) fou un jugador d'escacs i escriptor valencià.
És autor del primer tractat sobre escacs conegut, el Llibre dels jochs partits dels schacs en nombre de 100, imprès a València el 15 de maig de 1495 a la impremta de Lope de Roca Alemany i Pere Trincher. Cap exemplar d'aquesta obra no ha arribat a l'actualitat. Se sap que n'hi va haver una còpia a la biblioteca del Monestir de Montserrat però va desaparéixer durant la invasió napoleònica.
Vicent és considerat el fundador dels escacs moderns, per tal com la seua obra, pel que se sap, va difondre per tot Europa la innovació de la reina o dama, peça que apareix documentada per primera vegada al poema Escacs d'amor (1475) dels poetes valencians Bernat Fenollar, Narcís Vinyoles i Francí de Castellví. Per aquesta raó, hom creu que aquesta peça, amb el seu moviment actual, pot ser d'invenció valenciana, tesi que sostenen diversos historiadors dels escacs, com J.A. Garzón o Ricardo Calvo.
Vicent va haver de fugir del Regne de València cap a terres italianes, a causa de problemes amb la Inquisició.
En homenatge a ell es va batejar l'asteroide (78071) Vicent, descobert per Rafael Ferrando.